# FanDuel Sports Network Sun
Bally Sports Sun anciennement Fox Sports Sun est une chaîne de télévision sportive régionale américaine qui diffuse des événements sportifs dans l'État de la Floride et appartient à Diamond Sports Group. Sa programmation est aussi partagée avec Fox Sports Florida lors de conflits d'horaire.

## Programmation
La chaîne diffuse les matchs des équipes professionnelles suivantes :
- Rays de Tampa Bay (MLB)
- Marlins de Miami (MLB)
- Lightning de Tampa Bay (NHL)
- Panthers de la Floride (NHL)
- Heat de Miami (NBA)
- Magic d'Orlando (NBA)

ainsi que la couverture des conférences de sport collégiales suivantes :
- Big East Conference
- Atlantic Sun Conference
- Conference USA
- Atlantic Coast Conference

Depuis 2010, tous les matchs des Marlins de Miami se retrouvent sur Fox Sports Florida alors que les matchs des Rays de Tampa Bay se retrouvent sur Sun Sports.